# Mothern
Mothern település Franciaországban, Bas-Rhin megyében. Lakosainak száma 1927 fő (2022. január 1.). Mothern Lauterbourg, Munchhausen, Neewiller-près-Lauterbourg, Scheibenhard és Wintzenbach községekkel határos.

## Népesség
A település népességének változása:
| Lakosok száma | 2012 | 2061 | 2056 | 2006 | 1978 | 1955 | 1945 | 1915 | 1927 |
|               | 2013 | 2015 | 2016 | 2017 | 2018 | 2019 | 2020 | 2021 | 2022 |